# Anet
Anet é uma comuna francesa na região administrativa do Centro, no departamento Eure-et-Loir. Estende-se por uma área de 7,86 km². Em 2010 a comuna tinha 2 817 habitantes (densidade: 358,4 hab./km²).